# إرنست دوتشسن
إرنست دوتشسن (بالفرنسية: Ernest Duchesne)‏ هو عالم أدوية وطبيب فرنسي، ولد في 30 مايو 1874 في باريس في فرنسا، وتوفي في 12 أبريل 1912 في Amélie-les-Bains-Palalda ‏ في فرنسا بسبب مرض تنفسي.